# Ruds kyrkogård

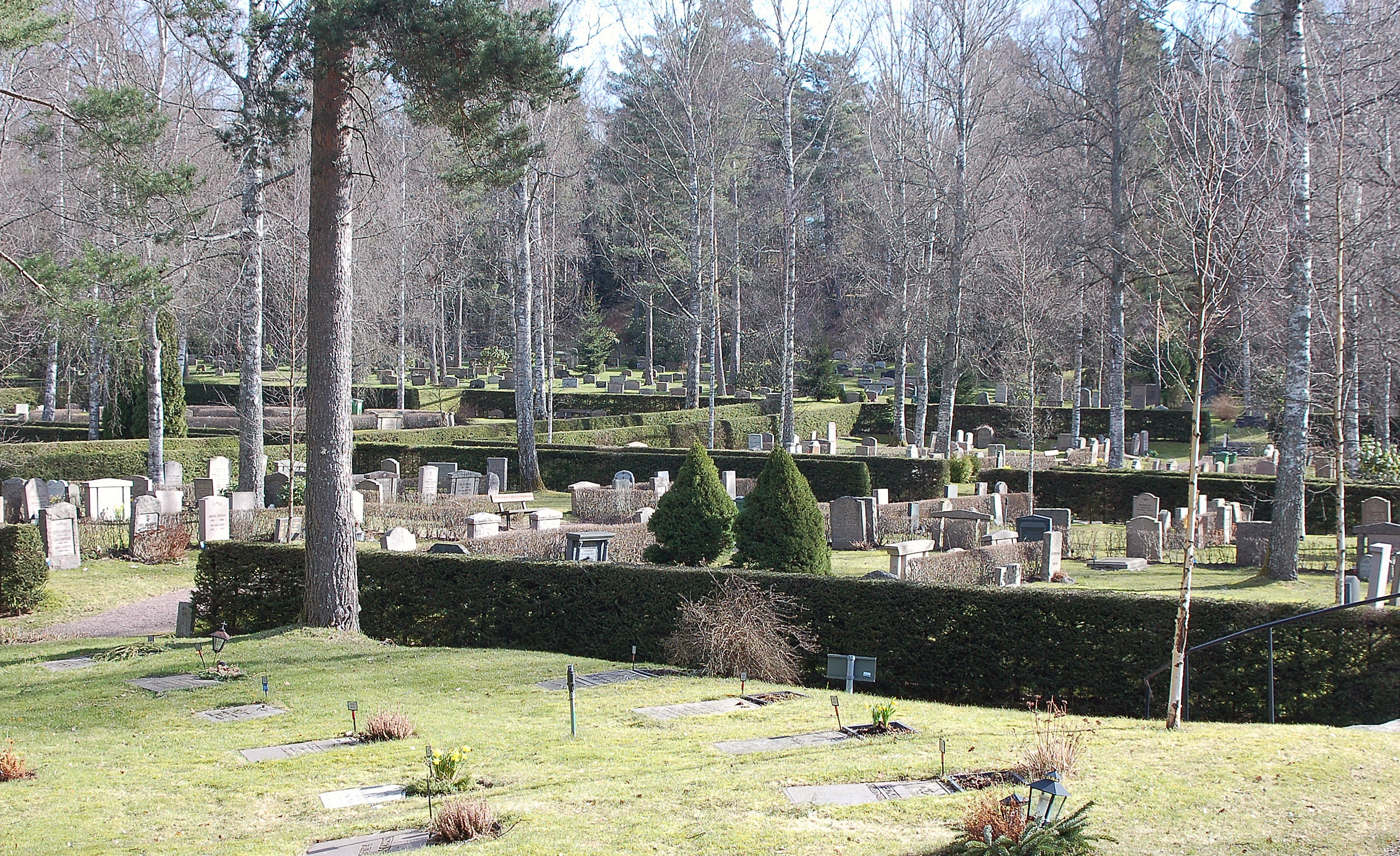
Ruds kyrkogård.

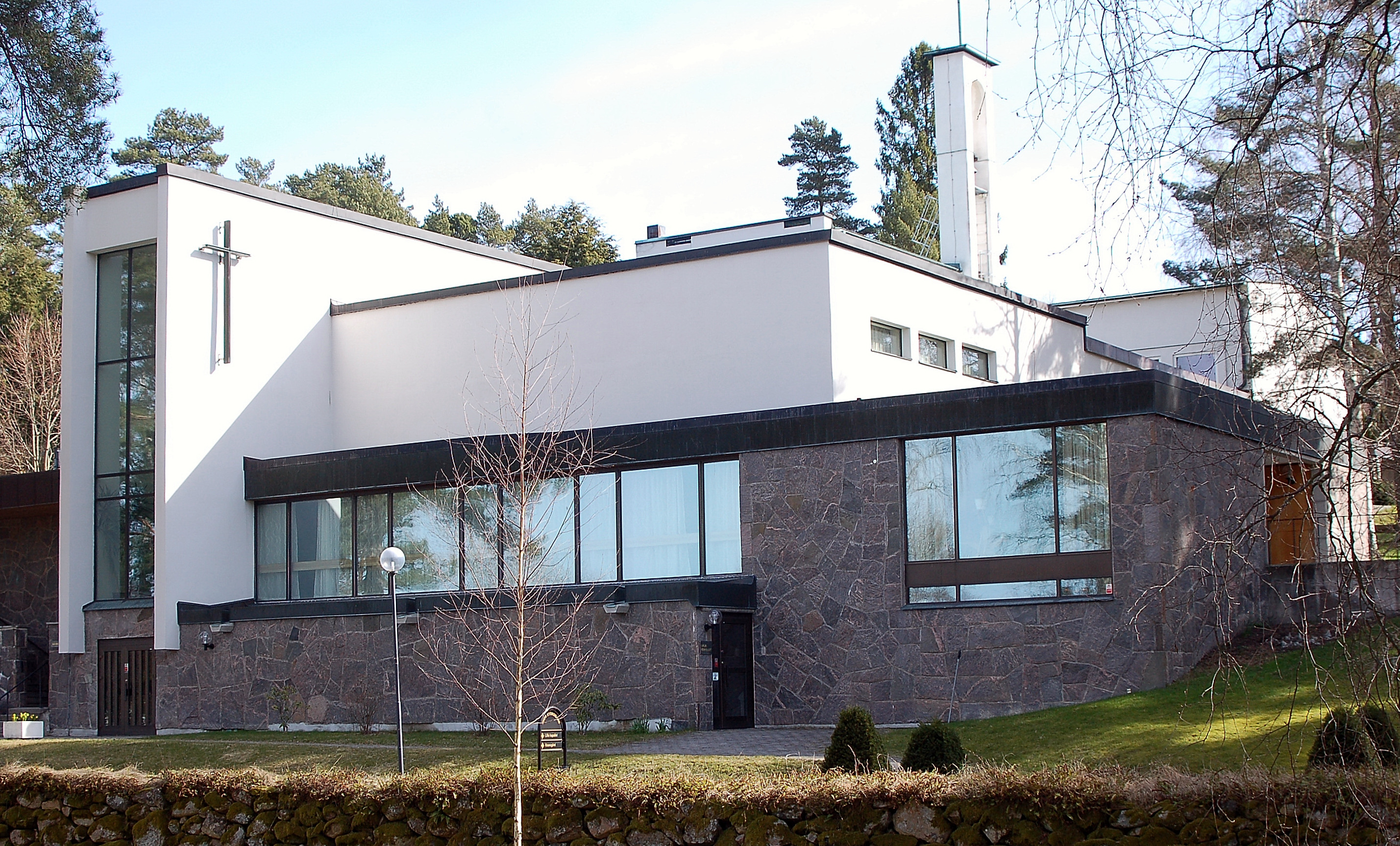
Korsets kapell.

Ruds kyrkogård är en kyrkogård i Karlstad, belägen i stadsdelen Rud. 
Kyrkogården ritades av arkitekten Sigurd Lewerentz, efter att utrymmet på Östra kyrkogården (som invigdes 1895) började ta slut samtidigt som Karlstads befolkning ökade kring sekelskiftet 1900. Ruds kyrkogård invigdes 1919.
Kapellkrematoriet Uppståndelsens kapell byggdes 1938 på den västra delen av kyrkogården, och karaktäriserades av sin funktionalistiska stil. År 1964 byggdes en minneslund med träkors och stenkatafalk på den östra sidan av kyrkogården. 
Man utökade begravningsområdet norrut 1975, samtidigt som man byggde en klockstapel på en kulle i väster och ekonomibyggnader i sydväst. Korsets kapell byggdes 1968. Kyrkogården är med sina 25 hektar Värmlands största kyrkogård. 
Kyrkogården skyddas under Kulturmiljölagens (KML) fjärde kapitel.